# Пионтковский, Иван Николаевич
Ива́н Никола́евич Пионтко́вский (1878 — после 1922) — офицер Генерального штаба Русской императорской армии, генерал-майор (1917), герой Первой мировой войны.

## Биография
Общее образование получил в Кишинёвском реальном училище. В сентябре 1896 года вступил в военную службу и был зачислен в Московское военное училище (Алексеевское), полный курс которого окончил в августе 1898 года «по 1-му разряду». Выпущен подпоручиком в 73-й пехотный Крымский полк (Подольская губерния), в полку был младшим офицером, четыре месяца командовал ротой.
В 1901 году, успешно сдав вступительные экзамены, подпоручик Пионтковский был зачислен слушателем в Николаевскую академию Генерального штаба, учёбу в которой окончил в 1904 году (два класса — «по 1-му разряду» и дополнительный курс «успешно»). По окончании Академии был причислен к Генеральному штабу.
В мае 1902 года был произведен в поручики, в мае 1904 — в штабс-капитаны.
В марте 1905 года штабс-капитан Пионтковский был переведен в Генеральный штаб, с назначением старшим адъютантом штаба 21-го армейского корпуса (Киевский военный округ).
Принимал участие в Русско-японской войне. В июне 1905 года был назначен старшим адъютантом штаба 51-й пехотной дивизии (формирования 1904 года), а в сентябре того же года был назначен приказом Главнокомандующего всеми сухопутными и морскими вооруженными силами, действующими против Японий, на такую же должность в 61-ю пехотную дивизию. «За отлично-усердную службу и труды, понесенные во время военных действий,» был награждён орденом Святого Станислава 3-й степени.
Числясь старшим адъютантом штаба дивизии, Пионтковский с ноября 1905 по ноябрь 1906 года отбывал цензовое командование ротой в 174-м пехотном Роменском полку (зачтено за двухлетнее цензовое командование ротой).
10 сентября 1906 года был назначен обер-офицером для особых поручений при штабе Кавказского военного округа, а 5 августа 1909 года — старшим адъютантом штаба 1-го Кавказского армейского корпуса.
В ноябре 1910 года капитан Пионтковский был переведен на службу в Отдельный корпус пограничной стражи и назначен исправляющим должность штаб-офицера для поручений при штабе Заамурского округа. С 15 мая по 15 сентября 1912 года был прикомандирован к 77-му пехотному Тенгинскому полку, — отбывал цензовое командование батальоном.
27 февраля 1913 года подполковник Пионтковский назначен старшим адъютантом штаба Приамурского военного округа, но через полгода, в августе, вернулся на Кавказ, — был назначен начальником штаба 1-й Кавказской казачьей дивизии. В декабре 1913 года произведен в полковники. На июнь 1914 года — был женат, имел сына.
В Первую мировую войну, до марта 1917 года, полковник Пионтковский воевал на Кавказском фронте, — сначала в должности довоенной, затем,  с 20 февраля 1915 года, — начальником штаба 5-й Туркестанской стрелковой бригады 2-го Туркестанского армейского корпуса Кавказской армии. После переформирования в конце 1915 года 5-й Туркестанской стрелковой бригады в дивизию, Пионтковский остался там же на должности начальника штаба дивизии. В феврале 1916 года полковник Пионтковский получил в командование 262-й пехотный Грозненский полк 66-й пехотной дивизии (4-й Кавказский армейский корпус, Кавказская армия).
В марте 1917 года был назначен на должность начальника штаба 2-й Сибирской стрелковой дивизии 1-го Сибирского армейского корпуса, действовавшего на северо-западе Украины в составе  Особой армии (Юго-Западный фронт). 30 июля 1917 года произведен в генерал-майоры.
11 октября 1917 года генерал-майор Пионтковский был назначен на должность начальника штаба 79-й пехотной дивизии, действовавшей к тому времени на Буковине, в составе 8-й армии (Румынский фронт).
После Октябрьской революции и увольнения из «старой» русской армии, Пионтковский перешёл на службу в армию Украинской державы. На 28 сентября 1918 года он, в чине генерального хорунжего, был начальником штаба 1-й казацкой стрелковой дивизии в Конотопе. В ходе антигетманского восстания (ноябрь-декабрь 1918 года) был отстранён от занимаемой должности и зачислен в запас украинской республиканской армии.
Дальнейшая судьба Пионтковского (после 1918 года) доподлинно не известна. По некоторым сведениям, он в мае 1919 года в составе остатков Юго-восточной группы войск армии УНР, отступавших под напором Красной армии, оказался в Бессарабии, оккупированной румынскими войсками, и там остался. Позже эмигрировал во Францию.

## Чины
- Подпоручик (1898)[13]
- Поручик (1902)[14]
- Штабс-капитан (1904)[15]
- Генерального штаба капитан (1906)[16]
- Генерального штаба подполковник (1910)[17]
- Генерального штаба полковник (1913)[18]
- Генерального штаба генерал-майор (1917)[19]

## Награды
- Орден Святого Станислава 3-й степени (утв. ВП от 16.03.1907)
- Орден Святой Анны 3-й степени (ВП от 06.12.1908)
- Орден Святого Станислава 2-й степени (ВП от 06.05.1914)
- Орден Святого Георгия 4-й степени (ВП от 17.05.1915), — …за то, что 30 октября 1914 года, исполняя обязанности начальника штаба Сарыкамышского отряда, под сильным артиллерийским и ружейным огнём турок, подвергая свою жизнь явной опасности, в критическую минуту боя во время отхода наших войск под натиском превосходных сил противника на другую назначенную позицию, дал арьергардным частям, находившимся впереди с. Хопик, задачу, указав позиции, чем предотвратил возможность захвата без боя с. Герян и подступов к позициям Азап-Кей, Ардос, Хоросан, разработкой и проведением в жизнь предначертаний начальства, способствовал прочному обладанию Ардос-Хоросанским позиционным районом.
- Орден Святой Анны 2-й степени с мечами (25.02.1915; утв. ВП от 19.10.1915)
- Орден Святого Владимира 4-й степени с мечами и бантом (ВП от 17.10.1915)
- Орден Святого Владимира 3-й степени с мечами (ВП от 20.12.1915)

медали:
- «В память Русско-японской войны» (1906)
- «В память 100-летия Отечественной войны 1812 года» (1912)
- «В память 300-летия царствования Дома Романовых»» (1913)